# HD 36499
HD 36499，又名BD+34 1083，SAO 58182、HR 1854，是一颗恒星，视星等为6.27，位于銀經173.74，銀緯0.93，其B1900.0坐标为赤經5h 26m 59.2s，赤緯+34° 0.93′ 15″。